# Szombathelyi Blanka
Szombathelyi Blanka (Nagyvárad, 1918. június 21. – Los Angeles, 1999. május 22.) színésznő.

## Élete, pályafutása
Nagyváradon született, édesapja az ottani Állami Kórház és Gyermekmenhely gazdasági igazgatója volt. Szombathelyi Blanka világra jötte után nem sokkal bekövetkezett a román megszállás, szülei Budapestre menekültek vele. Apja jó állást talált magának a fővárosban, így a családnak nem voltak megélhetési gondjai.
Blanka már kislányként is színésznő szeretett volna lenni. Lakner Artúr Gyermekszínházában kezdte színészi pályafutását, és tízéves koráig működött ott. A Lakner-tanítványok közül ő tudott a legszebben szavalni. Korengedménnyel vették fel a Színiakadémiára. 1933-tól 1938-ig a Vígszínház, majd 1940 és 1942 között a Kamara Varieté tagja volt. Vendégként fellépett például az Andrássy úti Színházban, a Dunaparti és a Terézkörúti Színpadon. Főleg társalgási darabokban játszott. Színpadon és filmen is rendszerint bájos bakfislányokat alakított, e skatulyából már nem volt alkalma kitörni.
1945-ben férjével, Orbán Ferenc sportolóval, újságíróval együtt elhagyta Magyarországot. Svájcban telepedtek le. 1951-től Los Angelesben éltek, itt 1972 szeptemberében megalapították az Új Világ című lapot, amelyet 1988-as visszavonulásukig együtt szerkesztettek.
Szombathelyi Blanka a rendszerváltás után hazalátogatott Magyarországra, Budapestre.

## Főbb színházi szerepei
- Helene (Deval: Továris)
- Mildred (O’Neill: Ifjúság)
- Ida (Harsányi Zsolt: A három sárkány)
- Rézi (Szomory Dezső: Bodnár Lujza)
- Katica (Hunyady Sándor: Bors István)
- Philis (Deval: Francia szobalány)

## Filmjei, filmszerepei
- Az orvos titka (1930)
- Ida regénye (1934; szerepe: Timár)
- Emmy (1934; szerepe: Böske)
- Szenzáció! – Emlékül Katicának (1936)
- Titokzatos idegen (1936; szerepe: Annus, a pedellus lánya)
- A szív szava / Életünket és vérünket! (1937)
- Tokaji rapszódia (1937; szerepe: Rétfalvy Olga)
- Döntő pillanat (1938; szerepe: Cilike, a kocsmáros lánya)
- Tizenhárom kislány mosolyog az égre (1938; szerepe: Lili)
- A leányvári boszorkány (1938; szerepe: Málika)
- Nincsenek véletlenek (1938; szerepe: Füredi Nagy Zita)